# Astragalus autranii
Astragalus autranii är en ärtväxtart som beskrevs av Antonio Baldacci. Astragalus autranii ingår i släktet vedlar, och familjen ärtväxter. Inga underarter finns listade i Catalogue of Life.